# 爱尔兰共和国经济史
今天所说的爱尔兰是爱尔兰共和国，1922从大不列颠和爱尔兰联合王国分治而成。爱尔兰在1960-80年代饱受贫穷和移民困扰， 但是下一个年代却出现了前所未有的经济高增长，人称"凯尔特虎".

## 分治的影响
在独立战争后爱尔兰 岛从英国独立为 自治领， 成为爱尔兰 自由邦;北部的六郡仍属英国的 北爱尔兰.在1937自由邦恢复了以前的名字爱尔兰。那时，北爱尔兰和 爱尔兰其它地区的经济已经出现的分化，而分治是两个地区发展更加不平衡。分治更给 爱尔兰的 边境地区带来了巨大打击。 铁路系统 struggled to跨越两个 经济地区经营, 穿越vast swath of 爱尔兰的 边境地区 (今天唯一的跨境线路位于贝尔法斯特和都柏林之间).

## 1922-1960s
爱尔兰 自由邦的建立带来了1890年代爱尔兰的第一次工业化,但是爱尔兰资源匮乏。农业依赖于牧业而非种植业,但出口加工品逐渐增长。爱尔兰逐渐实现了电气化，国营工厂受到扶持，比如爱尔兰糖业公司 in Carlow。在1930s晚期 Fianna Fáil党 政府 与英国 因为支付土地年金产生了激烈的争论, 史称经济战争。爱尔兰拒绝继续支付土地年金，英国对爱尔兰牛肉加征关税,自由邦 对英国消费品加征关税进行报复。这次"经济战争" 在1938.平息。
从1932 Éamon de Valera 抛弃了自由贸易,转为支持保护主义 政策，追求自主自立，但是爱尔兰 很穷，没办法实现此梦想。
=

## 政府 盈余 (赤字)
(欧元 billions)
| Year | Income | 开支 | 的盈余(赤字) | GDP   | % GDP   | Ref   |
| 2003 | 34.4   | 35.4 | (1)          | x     | x       | [ 2 ] |
| 2004 | 37.5   | 37.5 | 0            | 158.2 | 0%      | [ 3 ] |
| 2005 | 40.8   | 41.3 | (0.5)        | 167.7 | (0.3%)  | [ 4 ] |
| 2006 | 48.0   | 45.8 | 2.3          | 176.7 | 1.3%    | [ 5 ] |
| 2007 | 49.3   | 50.9 | (1.6)        | 186.6 | (0.9%)  | [ 6 ] |
| 2008 | 43.0   | 55.7 | (12.7)       | 180   | (7%)    | [ 7 ] |
| 2009 | 35.3   | 60.0 | (24.6)       | 166.3 | (14.8%) | [ 8 ] |